# Oldenburg-Kolleg
Das Oldenburg-Kolleg in der Stadt Oldenburg ist eine Oberstufe für Erwachsene, zur Erlangung der Allgemeinen Hochschulreife oder der Fachhochschulreife.

## Geschichte
Die erste Station des heutigen Oldenburg-Kollegs befand sich in Wilhelmshaven-Rüstersiel (1952–1962) unter der Leitung von Hermann Bollnow.
Der 15. November 1952 ist das Gründungsdatum, an dem die erste Abiturprüfungsverordnung für das Propädeutikum jungen Erwachsenen mit abgeschlossener Berufsbildung die Erlangung der allgemeinen Hochschulreife ermöglichte. Die Ausbildungsdauer betrug zwei Jahre. Das Propädeutikum war eng verbunden mit der Hochschule für Arbeit, Politik und Wirtschaft in Wilhelmshaven.
Im April 1962 wurde die Hochschule in Wilhelmshaven aufgelöst, woraufhin ein neuer Standort in Delmenhorst (1962–1971) als Wohn- und Lerngemeinschaft im Wichernstift folgte. Das Wichernstift diente auch als Wohnheim für einige Lehrer und Schüler. Neuer Schulleiter war Jacobi.
Im Jahr 1966 wurde der Unterricht in die Realschule Königsberger Straße in Delmenhorst verlegt, während das Kolleg-Wohnheim in der Breslauer Straße war. 1967 zog das Oldenburg-Kolleg erneut um, diesmal in die Bahnhofsstraße.
1970 forderte der neue Schulleiter Otto Rebel, das 1971 in einer Bürgervilla in der Taubenstraße gefunden wurde. Ein Wohnheim wurde nicht mehr eingerichtet. Die Fachräume mussten in Gymnasien genutzt werden, wodurch sich die Unterrichtssituation schwierig gestaltete.
1975 bezog das Oldenburg-Kolleg einen Neubau am jetzigen Standort in der Theodor-Heuss-Straße 75.
Mit der Reform der Oberstufe betrug die Schulzeit nun drei Jahre. Das erweiterte Fächerangebot erhöhte die Schülerzahl.
Als der Schulleiter Otto Rebel in den Ruhestand ging, übernahm Herr Rolf Rahders kommissarisch die Schulleitung (1990–1993). 
Im Jahr 1993 wurde Gotthard Schönbrunn neuer Schulleiter.
Den sinkenden Schülerzahlen 1993–1995 begegnete man mit verstärkter Werbung, veränderten Aufnahmebedingungen und Maßnahmen zur Senkung der Abbrecherquote.
Im Februar 2001 bezog das Abendgymnasium die Räumlichkeiten des Oldenburg-Kollegs.
Das Nebeneinander von zwei Schulen (Kolleg und Abendgymnasium) in einem Gebäude ermöglicht, mit einem gemeinsamen Schulleiter vormittags, nachmittags und abends Kurse für Berufstätige und Nicht-Berufstätige anzubieten.
2005 wird das Zentralabitur in Niedersachsen eingeführt und 2006 die Oberstufe in Niedersachsen reformiert.
Im Jahr 2010 trat Bernd Beime die Nachfolge des langjährigen Schulleiters G. Schönbrunn an und nahm sich neuer Herausforderungen wie der Evaluation der Schule, der Kommunikation von Lehrenden und Lernenden über die Kollegwebsite (I-Serv), des Schülercoachings oder der technologischen Fortentwicklung des Kollegs (White Boards, Beamer, Laptops mit Internetzugängen u. a.) zur nachhaltigen Stärkung des Kollegs an. Die Schülerzahlen erreichten Rekordwerte.
Seit 2018 wird die Schule von Clemens Diemer geleitet.

## Ausbildung
Das Kolleg umfasst die Schuljahrgänge 11 bis 13 und hat knapp 200 Schüler. Der Unterricht findet tagesüber an etwa 33 Wochenstunden statt. Das Oldenburg-Kolleg und das im gleichen Gebäude untergebrachte Abendgymnasium sind normale staatliche Schulen.
Das Kolleg ist vergleichbar mit der Oberstufe eines Gymnasiums. In der einjährigen Einführungsphase wird überwiegend im Klassenverband unterrichtet, in der folgenden zweijährigen Qualifikationsphase in Lerngruppen, die nach Fächern und Leistungsniveau differenziert auf das Abitur (allgemeine Hochschulreife) vorbereiten. Außerdem bietet das Oldenburg-Kolleg für Hauptschul- und Realschul-Absolventen Vorkurse an, die ein halbes Jahr dauern, wobei auch die Möglichkeit besteht, Fremdsprachenkenntnisse zu erweitern.
Zum Besuch der Einführungsphase des Kollegs ist berechtigt, wer mindestens 19 Jahre alt ist, eine Berufsausbildung abgeschlossen hat oder eine mindestens zweijährige Berufstätigkeit nachweisen kann und entweder den Sekundarabschluss I (Realschule) erworben hat oder einen Vorkurs am Kolleg oder Abendgymnasium bestanden hat.
In der Qualifikationsphase besteht die Wahlmöglichkeit zwischen dem sprachlichen, dem gesellschaftswissenschaftlichen und dem mathematisch-naturwissenschaftlichen Schwerpunkt. 
Für Kollegiaten mit Migrationshintergrund bietet das Kolleg Deutsch als Zweitsprache an.
Die Ausbildung ist kostenlos und die Kollegiaten haben Anspruch auf elternunabhängiges Schüler-BAföG.

## Bekannte Absolventen
- Herbert Ehrenberg (1976 bis 1982 Bundesarbeitsminister)
- Gerd Koch, Publizist
- Karl-Otto Pöhl (1980 bis 1991 Präsident der Deutschen Bundesbank)